# Johanneskirche (Stuttgart-West)

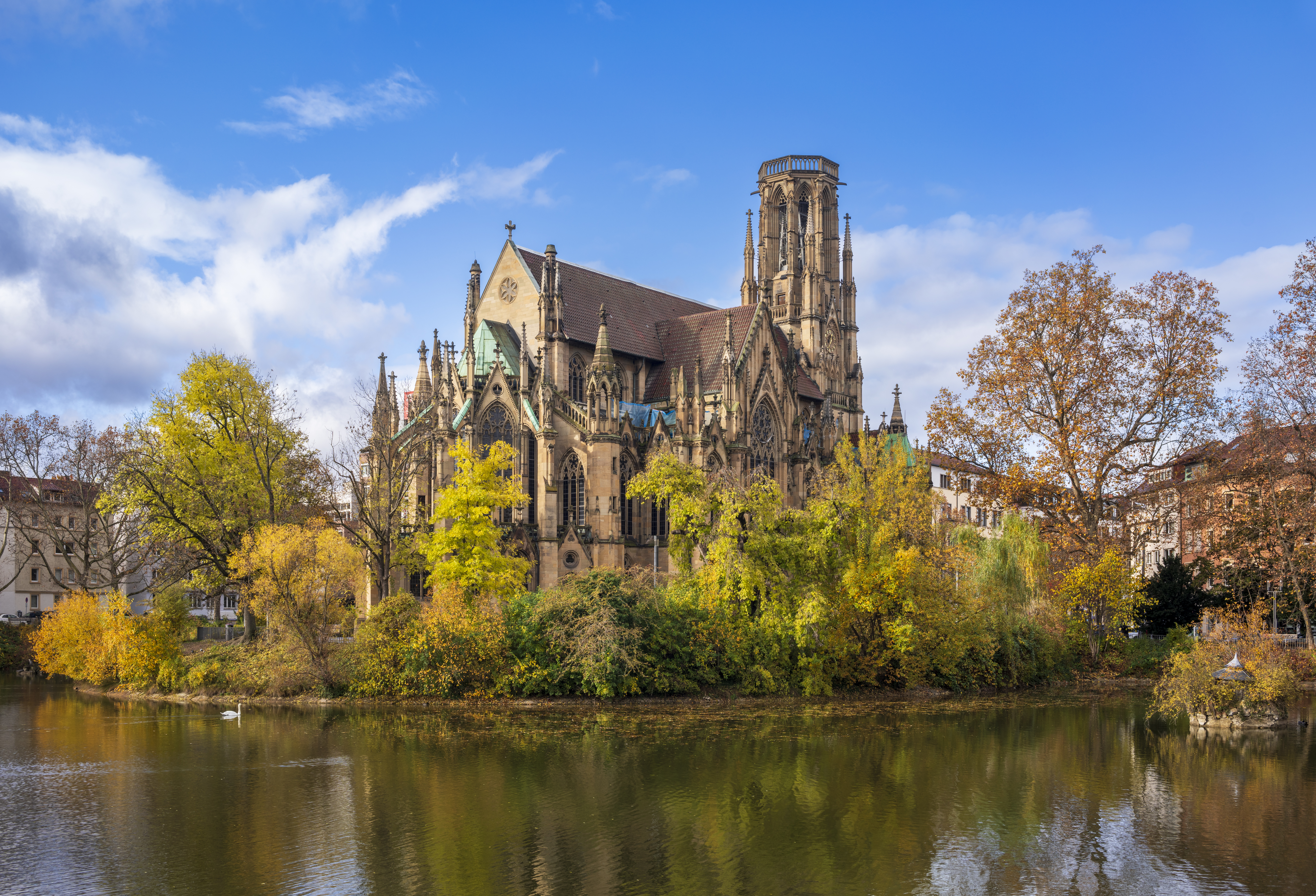
Johanneskirche am Feuersee

Eine evangelische Johanneskirche befindet sich in der baden-württembergischen Landeshauptstadt Stuttgart im Stadtteil West direkt am Feuersee.

## Geschichte
Bereits 1858 wurde ein Stuttgarter Kirchenbau-Verein gegründet, welcher den Bau plante. 1865 bis 1876 wurde die Kirche dann im neugotischen Stil von Oberbaurat Christian Friedrich von Leins erbaut. Am 18. September 1865 erfolgte der ersten Spatenstich, die Grundsteinlegung wurde erst am 30. Oktober 1866 gefeiert. Die Weihe fand am 30. April 1876 statt.
Das Gebäude ist besonders markant durch ihre städtebaulich hervorgehobene Lage. Die Kirche liegt mit dem Chor auf einer extra dafür angelegten Halbinsel im Feuersee (Löschwasserteich), welcher 1701 oder 1707 ausgegraben wurde. Ursprünglich hatte man einen Standort Silberburg- und Marienstraße ins Auge gefasst, welcher dann aber zugunsten des Feuersees verworfen wurde. Die Kirche wurde von Christian Friedrich von Leins auf dem Wasser gebaut, sodass er als erstes 660 Pfähle in den See stoßen musste. Die Einturmfassade der Johanneskirche markiert den Beginn der ehemaligen Prachtallee Johannesstraße. Sie war die erste Kirchweihe in Stuttgart nach über 400 Jahren.
Der Zweite Weltkrieg sorgte in mehrfacher Hinsicht für Zerstörungen. Einem Bombenangriff vom 11. März 1943 fielen die Kirchenfenster zum Opfer und im Oktober 1943 brannte, durch einen durch die Luftangriffe auf Stuttgart entfachten Funkenflug der Dachstuhl ab und das Gewölbe stürzte ein. Im Frühjahr 1944 wurde die Turmspitze zerstört. Nach Kriegszerstörung wurde die Kirche äußerlich wiederaufgebaut bis auf den Turmhelm, da nicht genügend Geld vorhanden war. Die zerstörten gotischen Gewölbe wurden allerdings durch moderne ersetzt. Der Kirchturm war vor seiner Zerstörung im Zweiten Weltkrieg 66 Meter hoch, heute ist er rund 45 Meter hoch. Die „Kirche ohne Spitze“ gilt heute als Mahnmal gegen den Krieg.

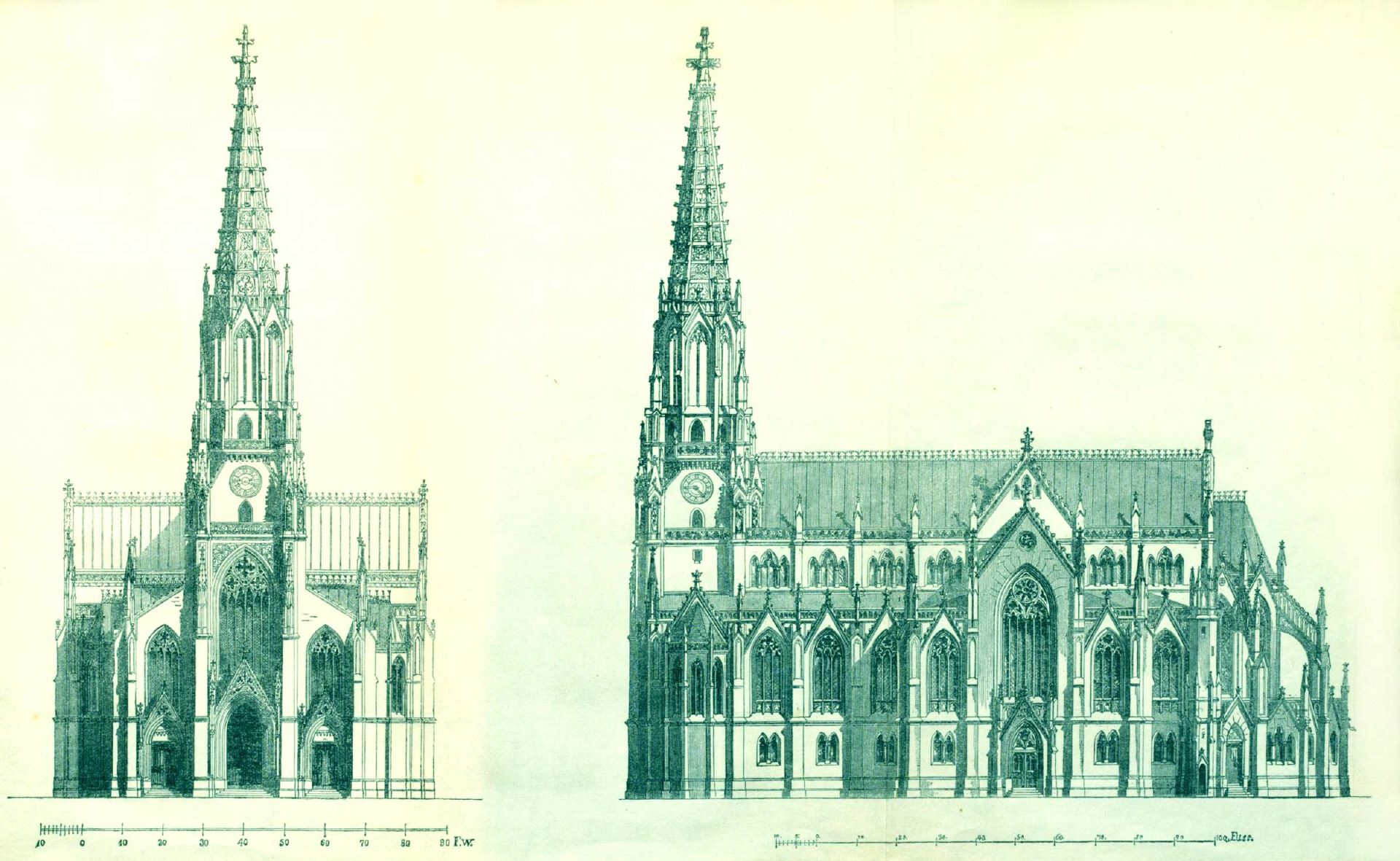
Bauzeichnung zur Grundsteinlegung
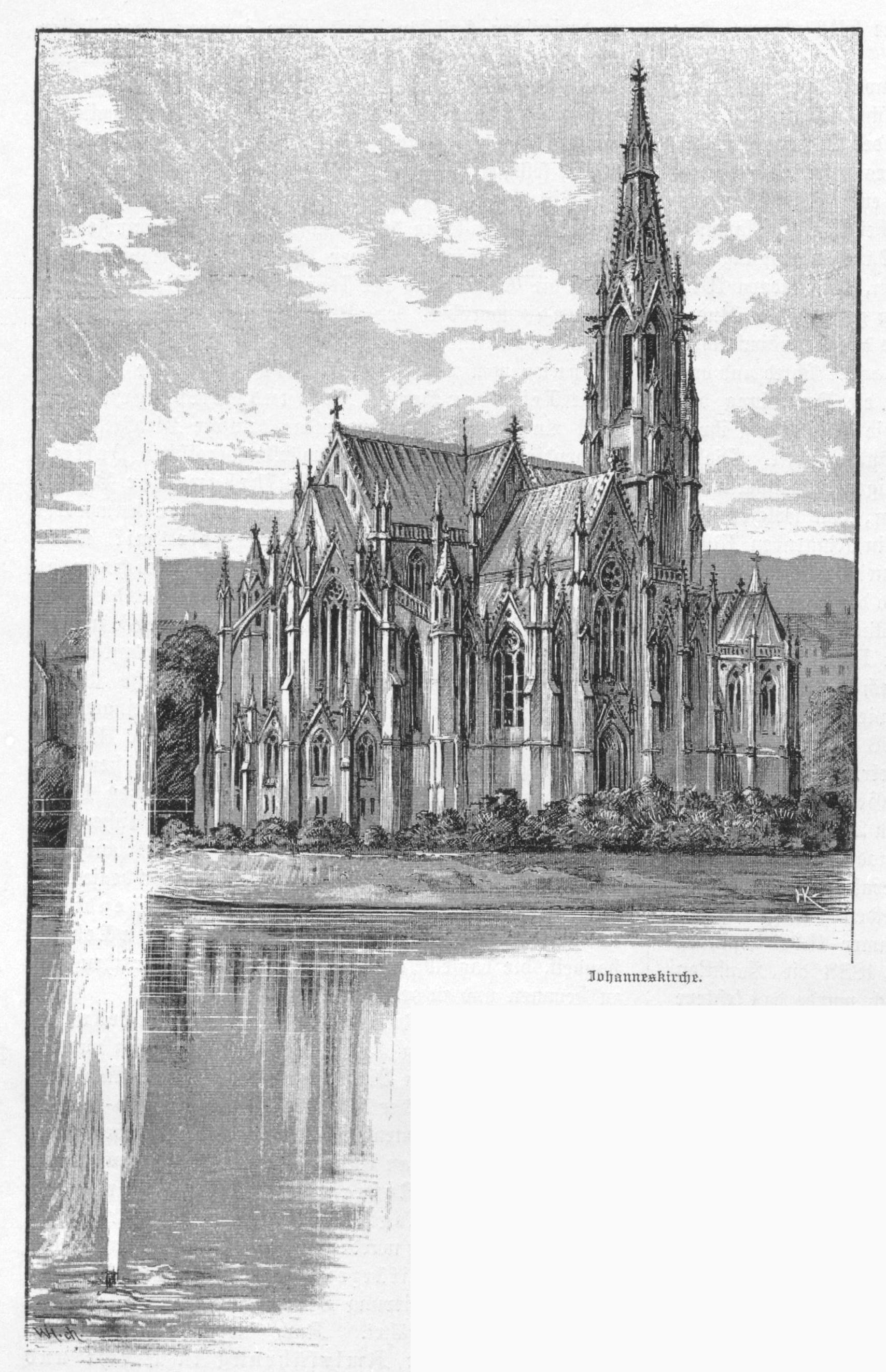
Kirche mit Fontäne im Feuersee (1889)
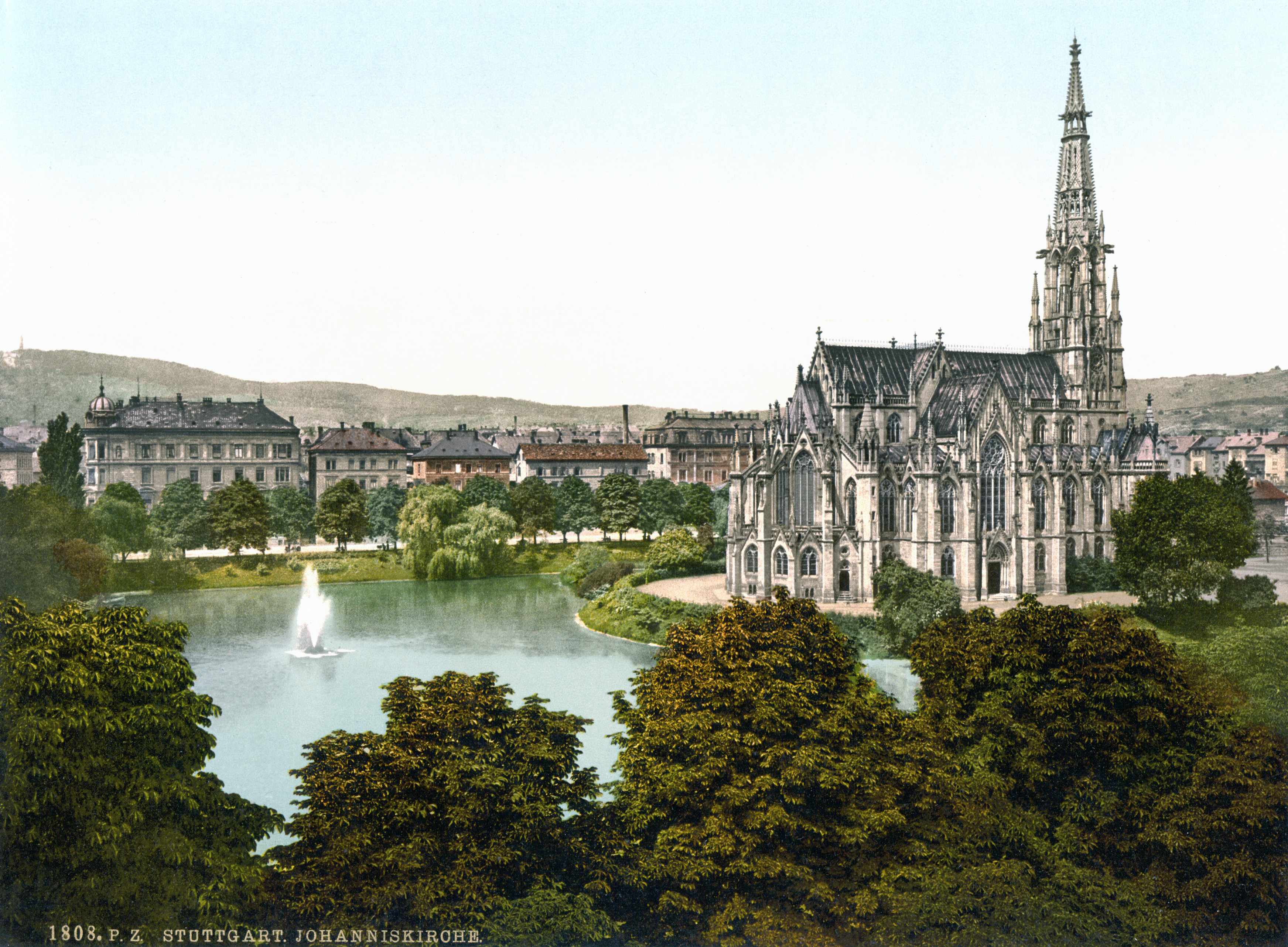
Darstellung der Johanneskirche (1900)
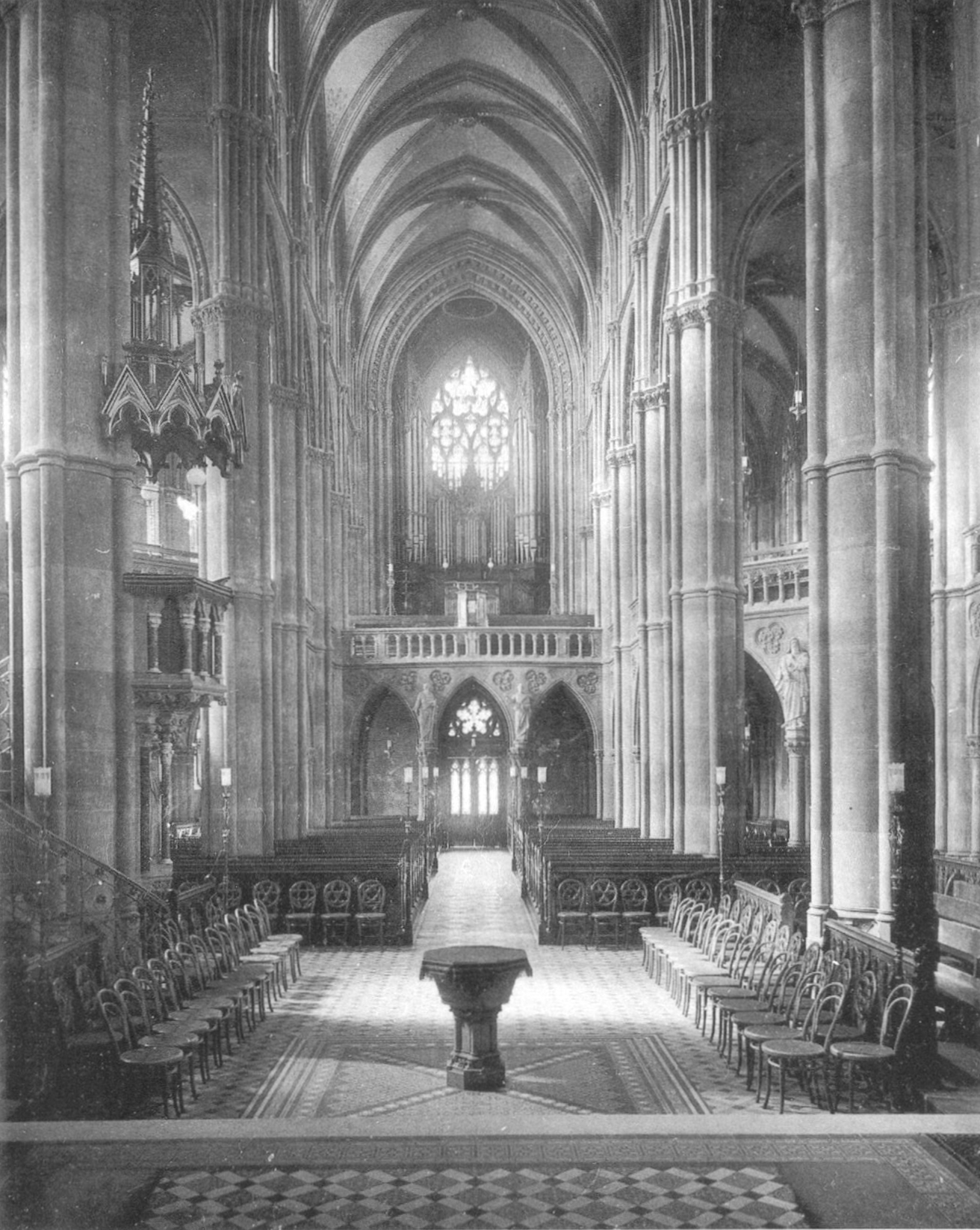
Blick vom Chor nach Westen (1900)

## Baubeschreibung
Die Wahl des gotischen Stils für die Johanneskirche wurde 1864 nicht mehr explizit begründet, da dieser Stil als selbstverständlich galt. Auch Architekt Leins äußerte sich nicht dazu, außer in Bezug auf die drei mittelalterlichen Hauptkirchen Stuttgarts.
Der Entwurf der Johanneskirche basiert stark auf französischen Kathedralen, was Leins nicht thematisiert, da Gotik in Deutschland als „teutscher Styl“ galt. Obwohl die Kirche Elemente französischer Gotik aufweist, wie ein dreischiffiges Langhaus und ein Kapellenkranz, weichen einige Merkmale ab, um den Bedürfnissen des protestantischen Kirchenbaus gerecht zu werden. Beispielsweise dass der vermeintliche Kapellenkranz vom Innenraum der Kirche abgeschnitten ist und als Sakristei dient und die Gedrungenheit der Grundrissproportionen. Außerdem sind die Einturmfassade und die großzügigen Treppen untypisch für französische Vorbilder.
Innen zeigt die Kirche viergeschossige frühgotische Strukturen mit weit geöffneten Arkaden und Emporen. Die Gestaltungselemente entstammen verschiedenen gotischen Bauten, z. B. die Fensterbögen aus der Normandie und Ziergiebel über Portalen und Fenstern aus Amiens und Paris. Dennoch bleibt die Johanneskirche ein eigenständiger Entwurf, der auf praktischen und ästhetischen Anforderungen des 19. Jahrhunderts basiert und nicht nur eine Kopie französischer Kathedralen darstellt. Leins nutzte sowohl seine Erfahrungen in Paris als auch lokale Einflüsse wie das Freiburger Münster, um die Johanneskirche zu gestalten.
Die Johanneskirche in Stuttgart wurde städtebaulich besonders hervorgehoben, indem sie auf einer Halbinsel im Feuersee platziert wurde. Dies betont die romantische Idealvorstellung einer erhöhten und freigestellten Kirche, ähnlich den Vorstellungen der Gotik und Romantik, die oft Kirchenbauten in landschaftlich dominanten Lagen oder durch Freistellung von umliegender Bebauung zeigten. Beispiele solcher idealisierter Darstellungen sind Werke von Friedrich Schinkel (Gotischer Dom am Wasser, 1813) und Caspar David Friedrich (Die Kathedrale, um 1818).
Die Kirche besteht aus einem kreuzförmigen Grundriss. Der fünfteilige Chor, wurde aufgrund städtebaulicher Begebenheiten an der Straßenachse ausgerichtet. Die Kirche ist nach Südost ausgerichtet. Das Längs- und Querschiff bilden in der Mitte einen achteckigen Raum, der für die Gottesdienste genutzt wird. Die Chorfenster wurden 1969 durch Rudolf Yelin geschaffen (durch Vandalismus wurden davon bereits welche zerstört). Außerdem kamen noch welche von Adolf Saile (1977–1980) hinzu.
Im Feuersee wurde später im Wasser noch eine Fontäne installiert. Das dadurch unruhiges Wasser verzerrt allerdings das ursprünglich beabsichtigtes Spiegelbild der Kirche im Wasser.

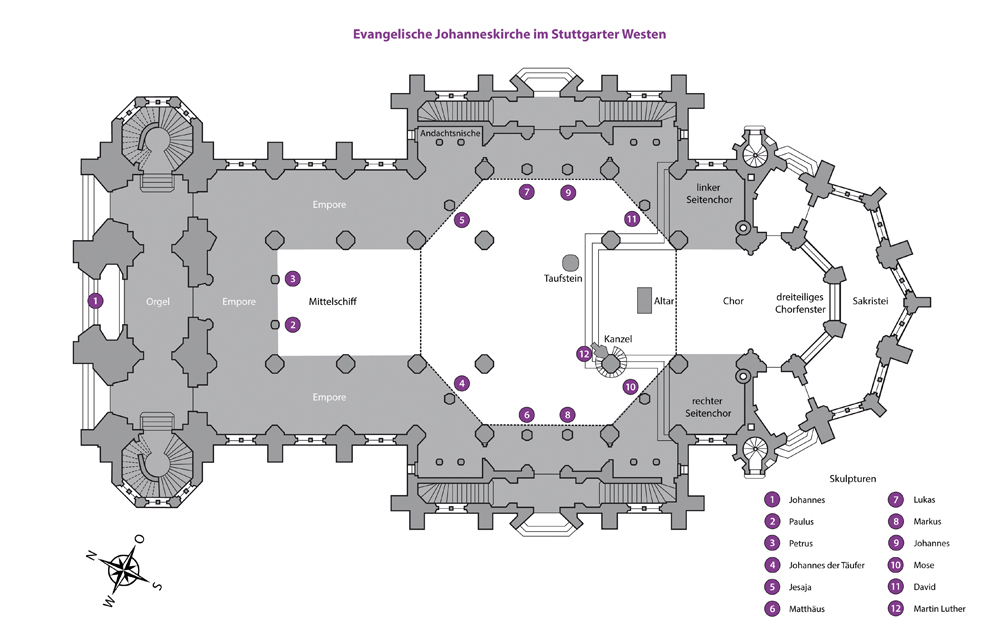
Grundriss

## Ausstattung

### Orgel

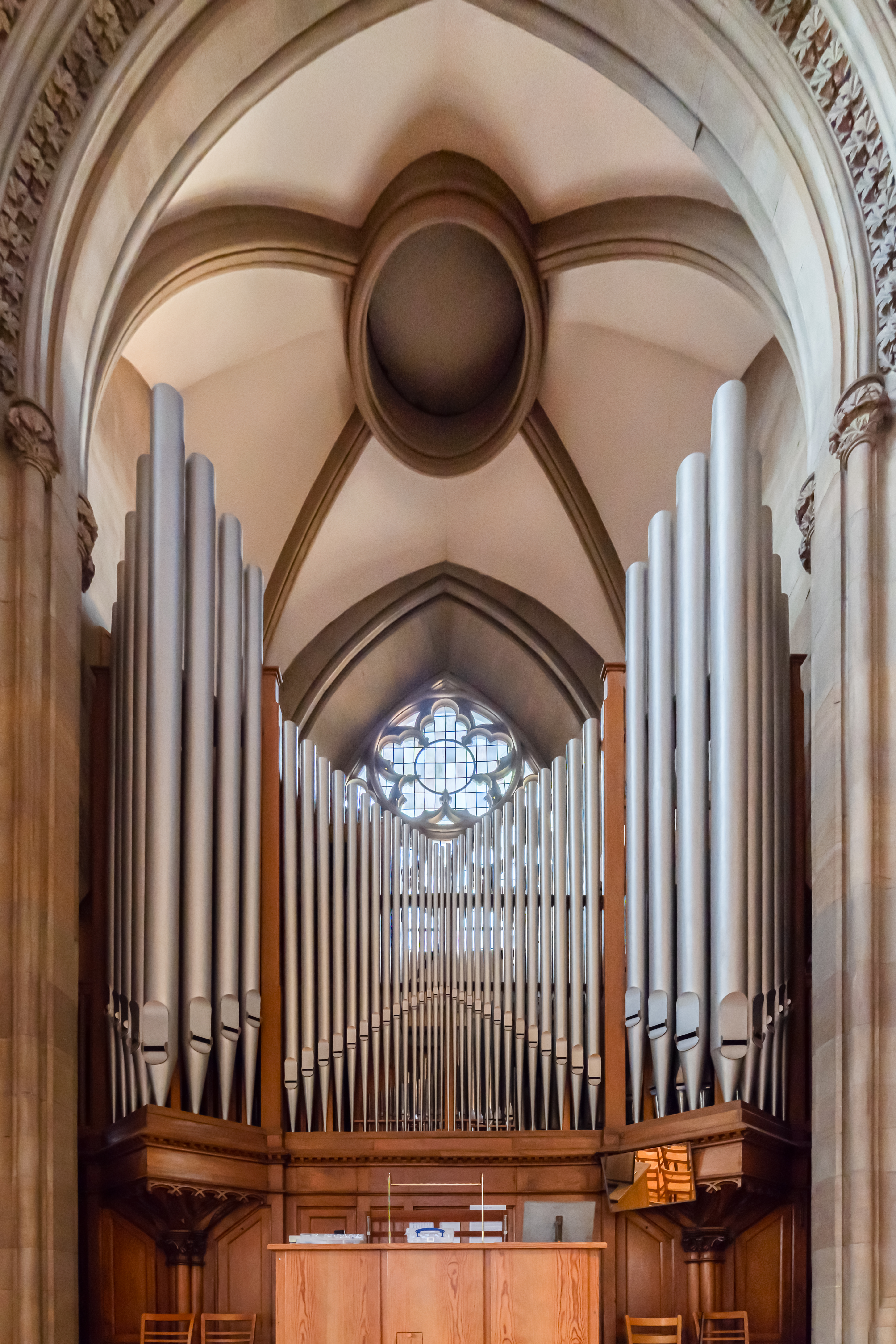
Orgel der Johanneskirche

Die ursprüngliche Orgel wurde 1876 durch Friedrich Weigle erbaut und kostete damals 35.000 Mark. Diese wurde im Krieg beschädigt. 1948 wurde die Orgel mit wesentlichen Bestandteilen, wie die Windladen und Teile des Pfeifenwerks der ursprünglichen Orgel wiederaufgebaut. Die Orgel besitzt 58 Register und 3 Manuale. Sie wurde von dem Orgelbau Mühleisen 2005 erneuert.

#### Disposition der Orgel (2005)
| I Hauptwerk C–g3 |                |        |
| 01.              | Prinzipal      | 16′    |
| 02.              | Quintatön 0    | 16′    |
| 03.              | Prinzipal      | 08′    |
| 04.              | Gedackt        | 08′    |
| 05.              | Gemshorn       | 08′    |
| 06.              | Salicional     | 08′    |
| 07.              | Oktave         | 04′    |
| 08.              | Nachthorn      | 04′    |
| 09.              | Quinte         | 02 ⁄3′ |
| 10.              | Oktave         | 02′    |
| 11.              | Mixtur VI      | 02′    |
| 12.              | Scharff III–IV | 01′    |
| 13.              | Kornett IV–V   | 04′    |
| 14.              | Fagott         | 16′    |
| 15.              | Trompete       | 08′    |
| 16.              | Klarine        | 04′    |

| II Positiv C–g3 |                  |        |
| 17.             | Lieblich Gedackt | 08′    |
| 18.             | Spitzflöte       | 08′    |
| 19.             | Prinzipal        | 04′    |
| 20.             | Rohrflöte        | 04′    |
| 21.             | Oktave           | 02′    |
| 22.             | Quintflöte 0     | 01 ⁄3′ |
| 23.             | Schweizerpfeife  | 01′    |
| 24.             | Scharff IV       | 01′    |
| 25.             | Sesquialter II   | 02 ⁄3′ |
| 26.             | Klarinette       | 08′    |

| III Schwellwerk C–g3 |                  |         |
| 27.                  | Pommer           | 16′     |
| 28.                  | Prinzipal        | 08′     |
| 29.                  | Flöte            | 08′     |
| 30.                  | Quintatön        | 08′     |
| 31.                  | Dulcian          | 08′     |
| 32.                  | Oktave           | 04′     |
| 33.                  | Blockflöte       | 04′     |
| 34.                  | Querflöte        | 04′     |
| 35.                  | Nasat            | 02 ⁄3′  |
| 36.                  | Oktave           | 02′     |
| 37.                  | Gemshorn         | 02′     |
| 38.                  | Terzflöte        | 01 3⁄5′ |
| 39.                  | Sifflöte         | 01′     |
| 40.                  | Schreipfeife III |         |
| 41.                  | Mixtur V         |         |
| 42.                  | Terzzimbel III   | 01⁄6′   |
| 43.                  | Dulcian          | 16′     |
| 44.                  | Oboe             | 08′     |
|                      | Tremulant        |         |

| Pedal C–f1 |               |         |
| 45.        | Kontrabass    | 32′     |
| 46.        | Prinzipalbass | 16′     |
| 47.        | Violonbass    | 16′     |
| 48.        | Subbass       | 16′     |
| 49.        | Oktavbass     | 08′     |
| 50.        | Flötenbass    | 08′     |
| 51.        | Oktavbass     | 04′     |
| 52.        | Bauernflöte   | 02′     |
| 53.        | Hintersatz V  | 04′     |
| 54.        | Posaune       | 16′     |
| 55.        | Trompete      | 08′     |
| 56.        | Klarine       | 04′     |
| 57.        | Cornett       | 02′     |
| 58.        | Basszink IV   | 05 1⁄3′ |

- Koppeln:
  - Normalkoppeln: II/I, III/I, III/II, I/P, II/P, III/P
  - Suboktavkoppeln: III/III
  - Superoktavkoppeln: III/P
- Spielhilfen: Setzerkombination (14336 Kombinationen), Pleno, Tutti, Crescendowalze, Koppeln aus der Walze, Prinzipalchor aus der Walze, Weitchor aus der Walze, Zungen aus der Walze, Zungeneinzelabkommen

### Glocken
Das erste Geläut der Kirche hatte die Tonfolge c′ e′ g′ c′′. Im Ersten Weltkrieg wurde die kleinste Glocke abgegeben. Die drei anderen folgten im Zweiten Weltkrieg.
| Nr. | Name der Glocke | Schlagton | Gusszeitpunkt | Gießer, Gussort                  | Gewicht ca. | Durchmesser |
| --- | --------------- | --------- | ------------- | -------------------------------- | ----------- | ----------- |
| 1   | Dominika        | cis′      | 1953          | Glockengießerei Kurtz, Stuttgart | 1926 kg     | 1462 mm     |
| 2   | Betglocke       | dis′      | 1953          | Glockengießerei Kurtz, Stuttgart | 1352 kg     | 1304 mm     |
| 3   | Schiedglocke    | fis′      | 1953          | Glockengießerei Kurtz, Stuttgart | 765 kg      | 1090 mm     |
| 4   | Taufglocke      | gis′      | 1953          | Glockengießerei Kurtz, Stuttgart | 548 kg      | 971 mm      |

### Statuen
In der Kirche befinden sich einige Statuen der Apostel.

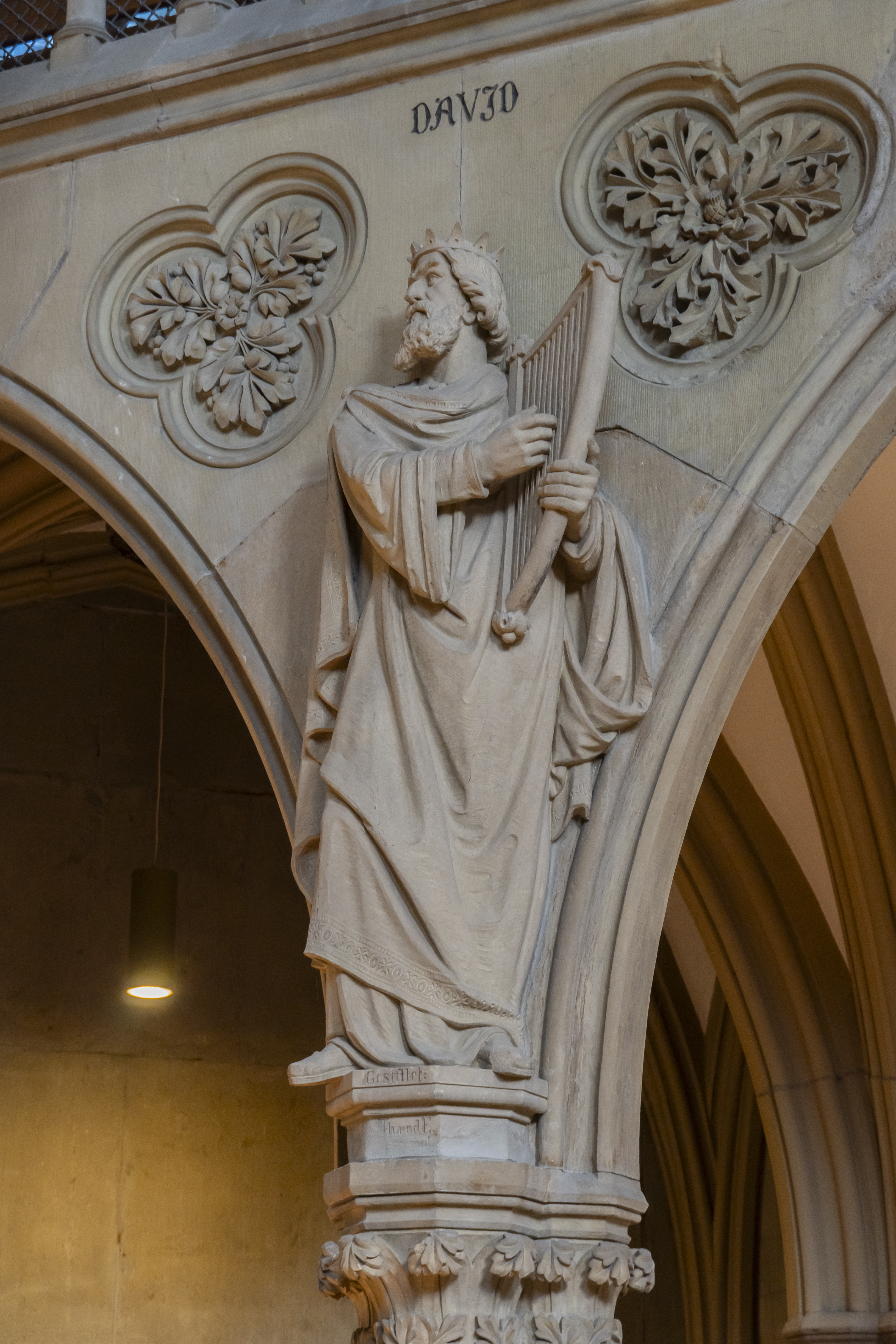
David
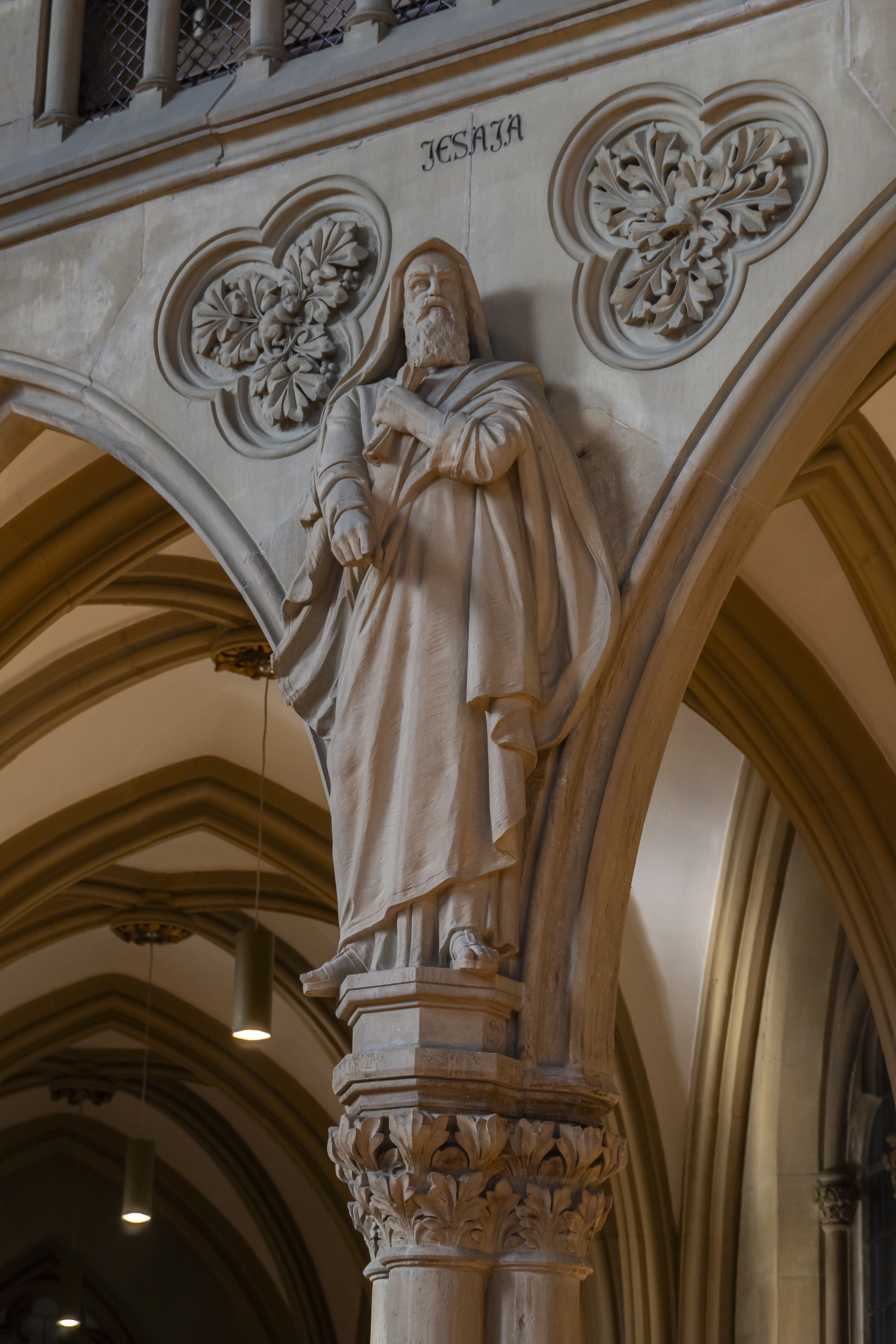
Jesaja
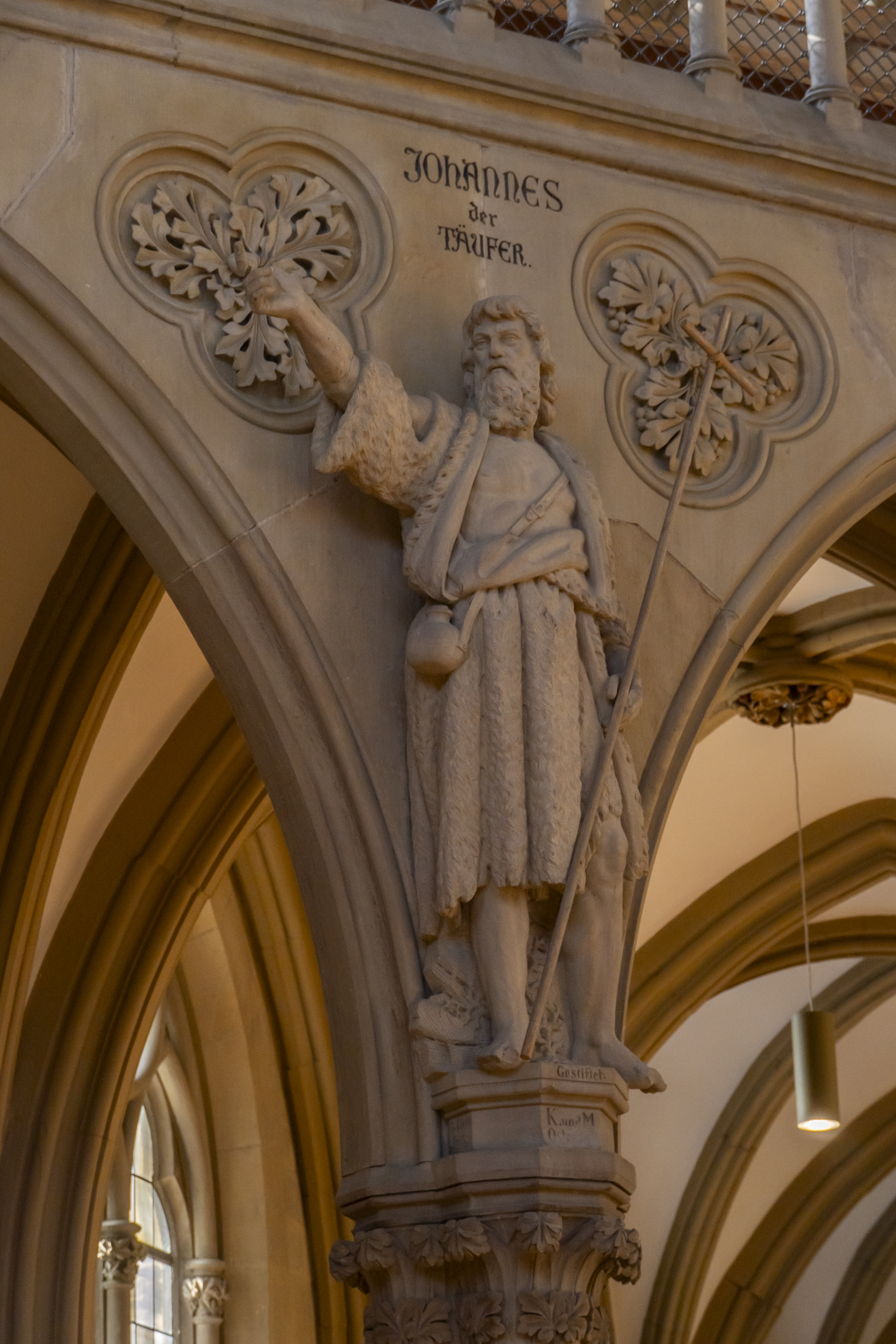
Johannes der Täufer
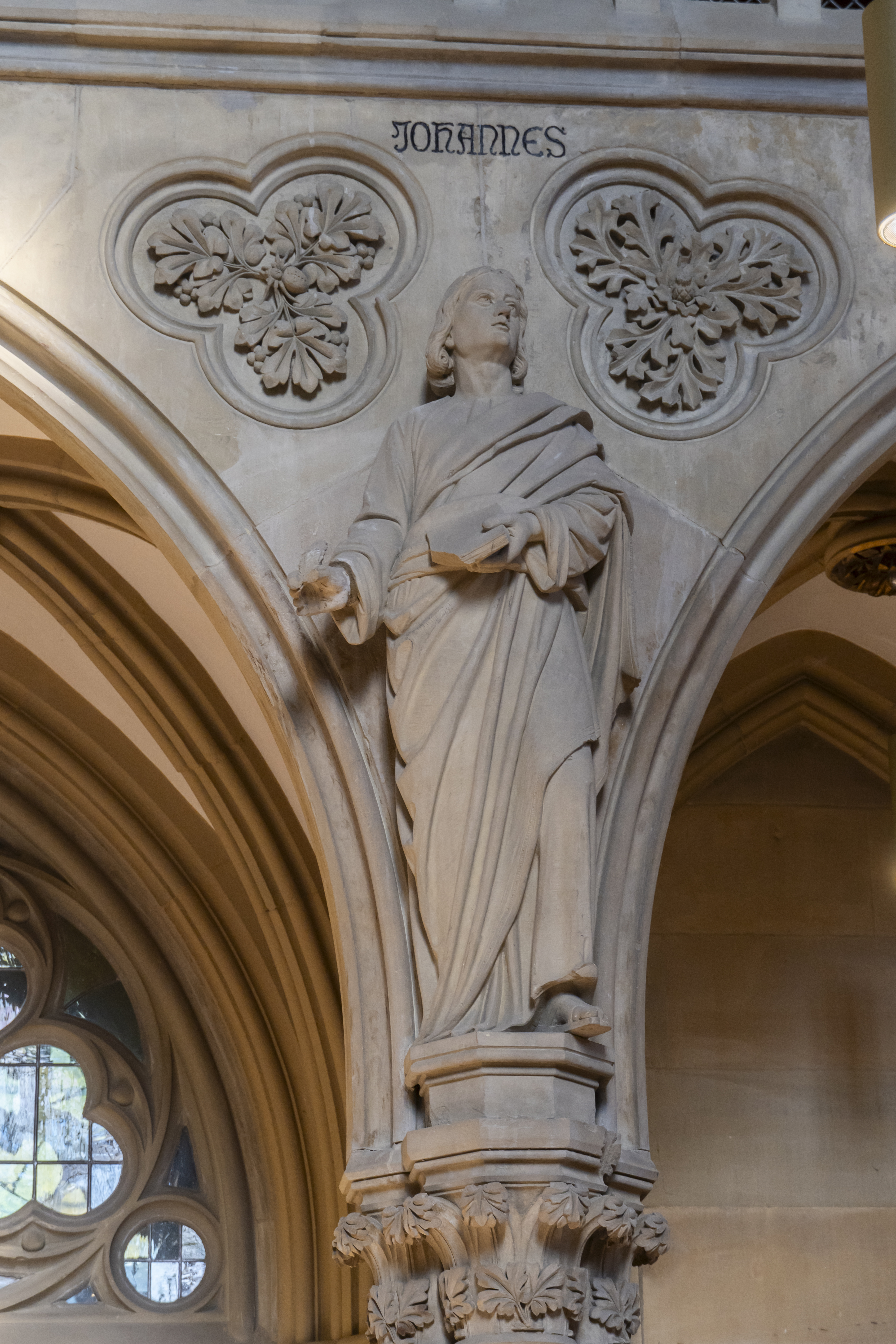
Johannes
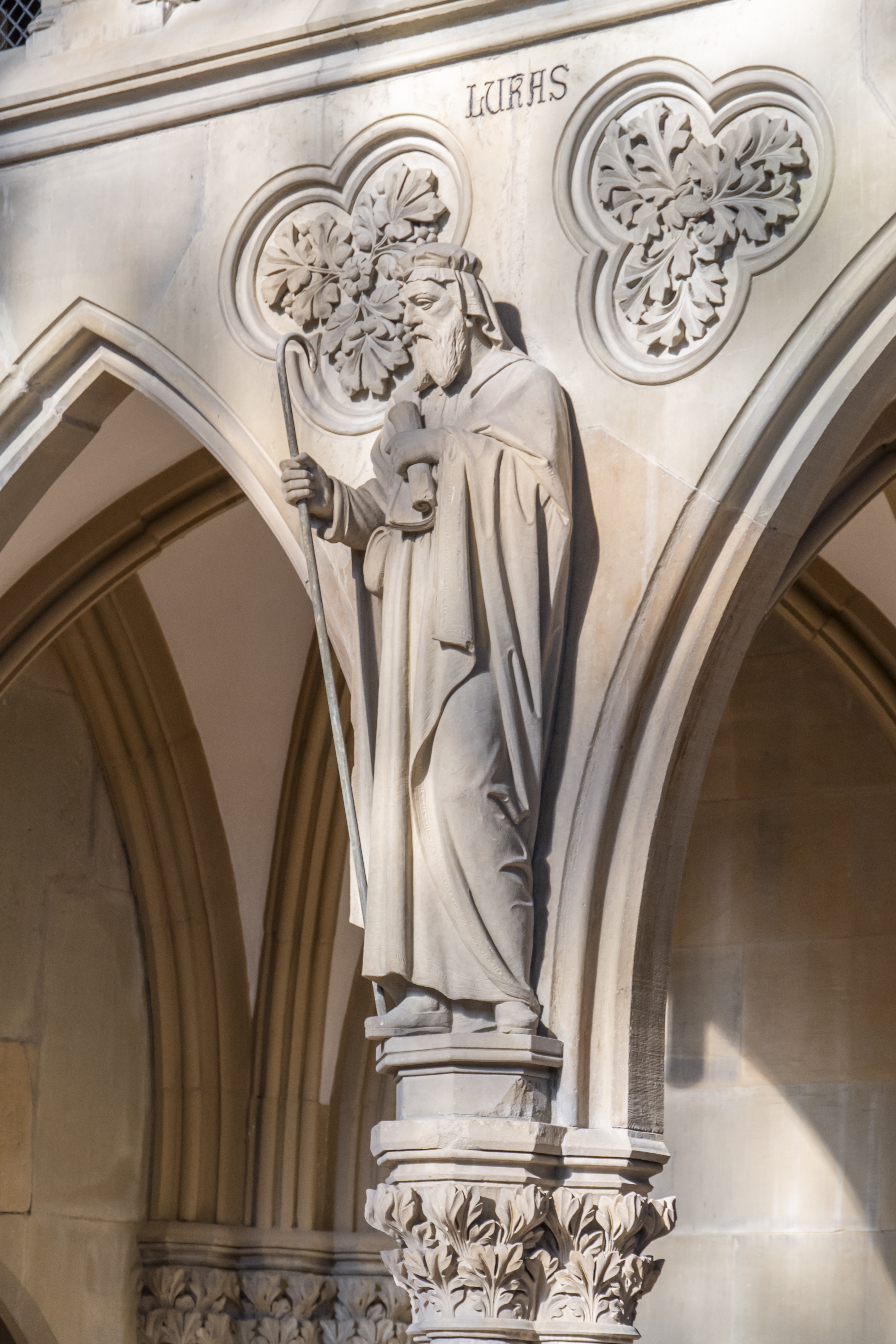
Lukas
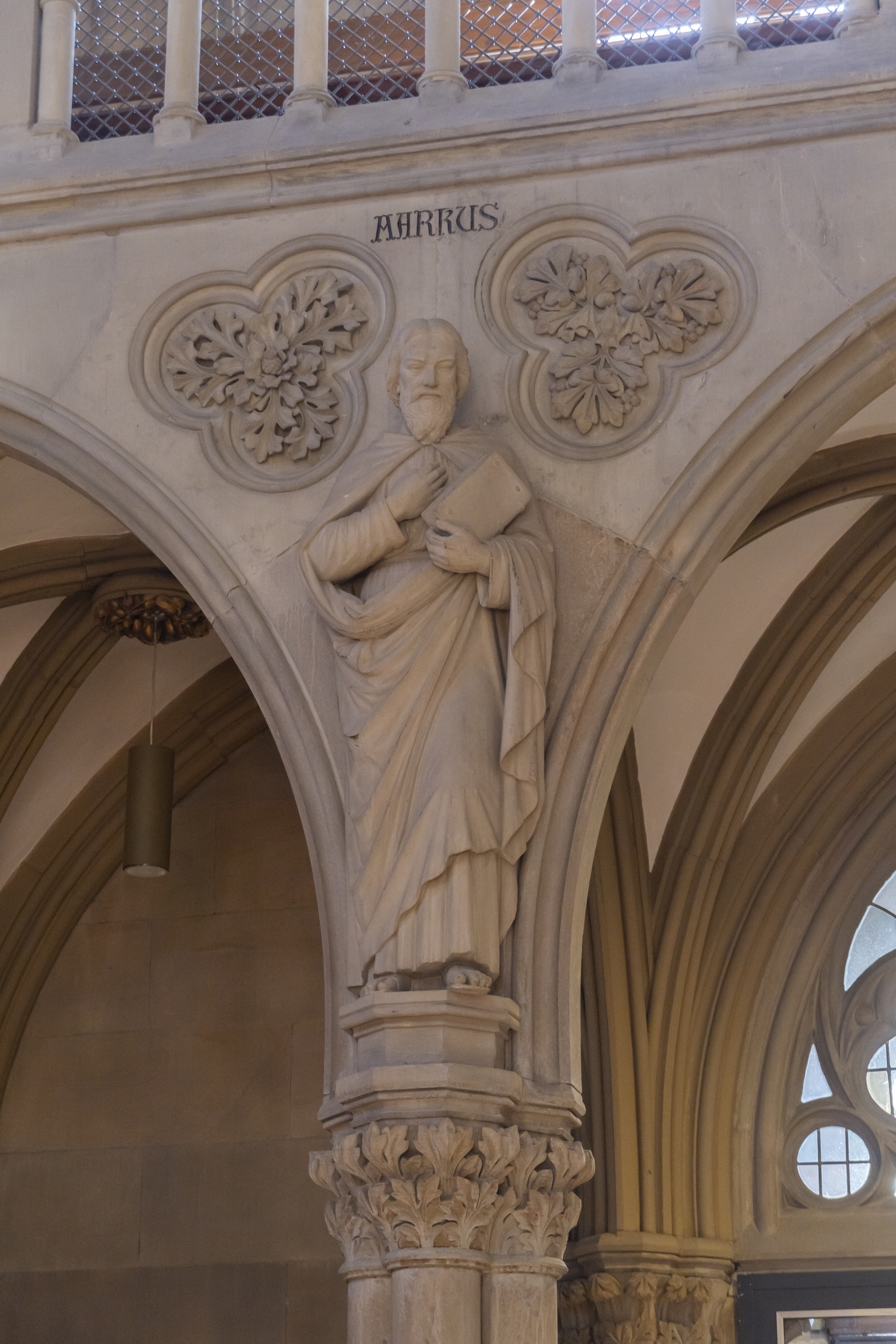
Markus
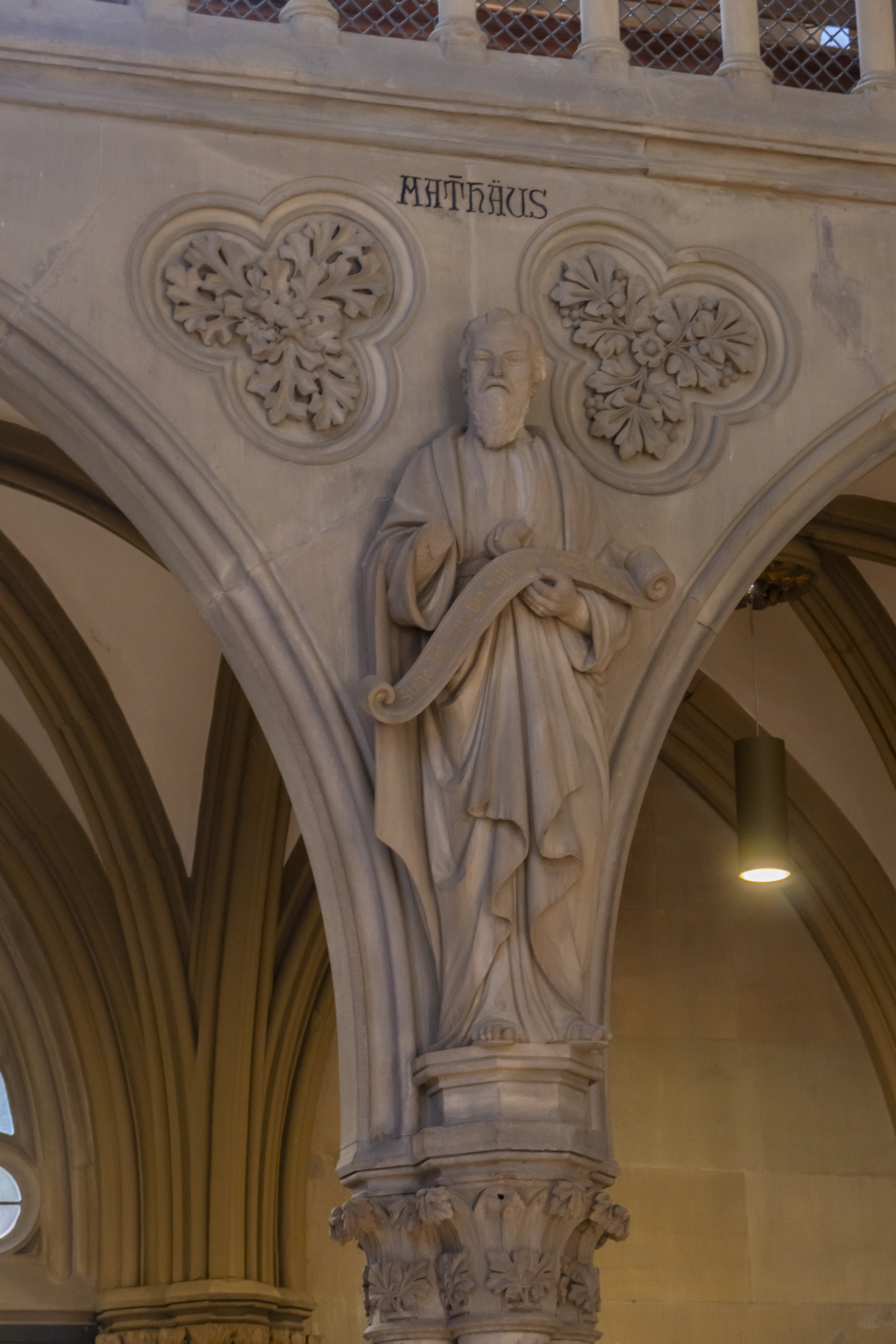
Mathäus
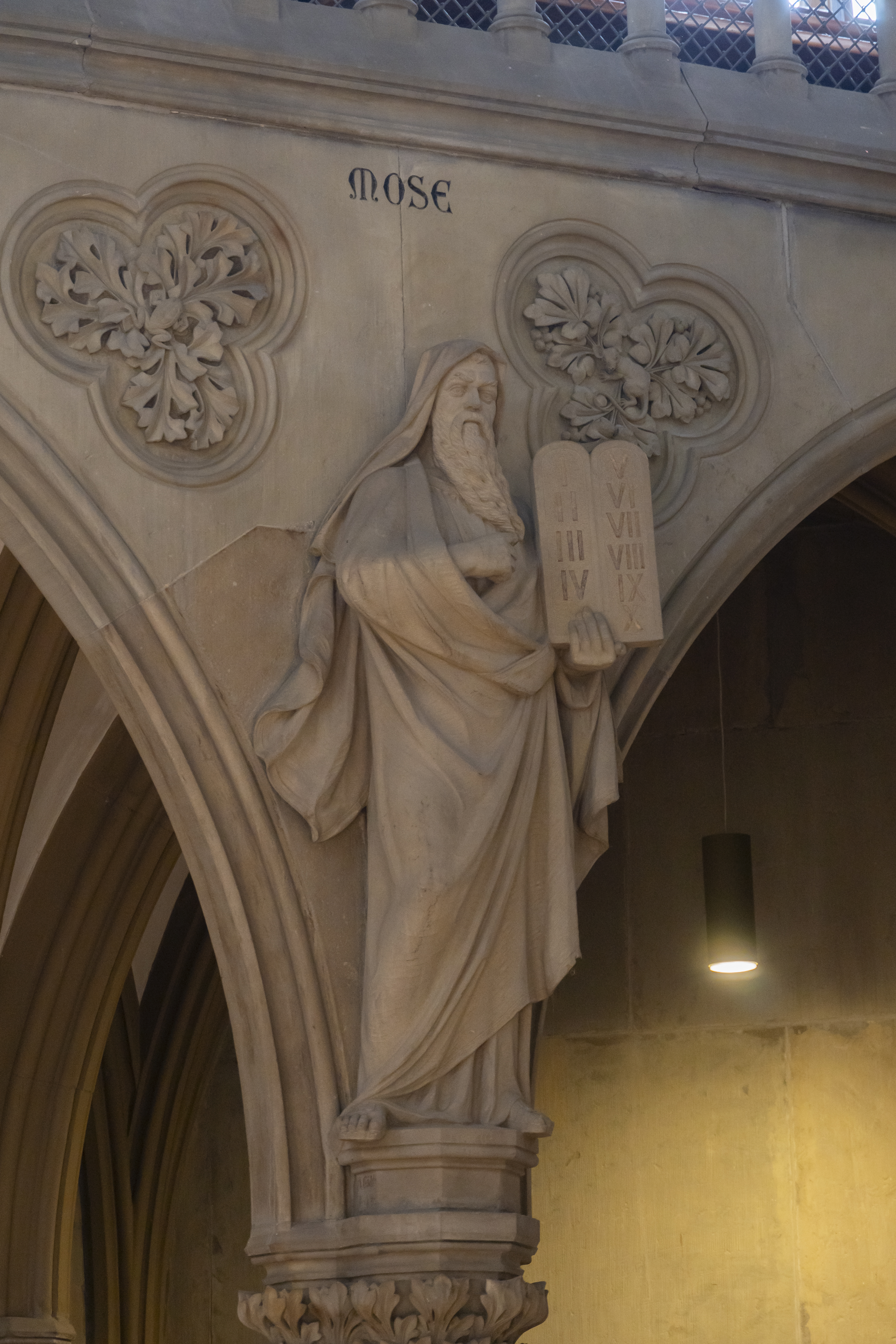
Mose
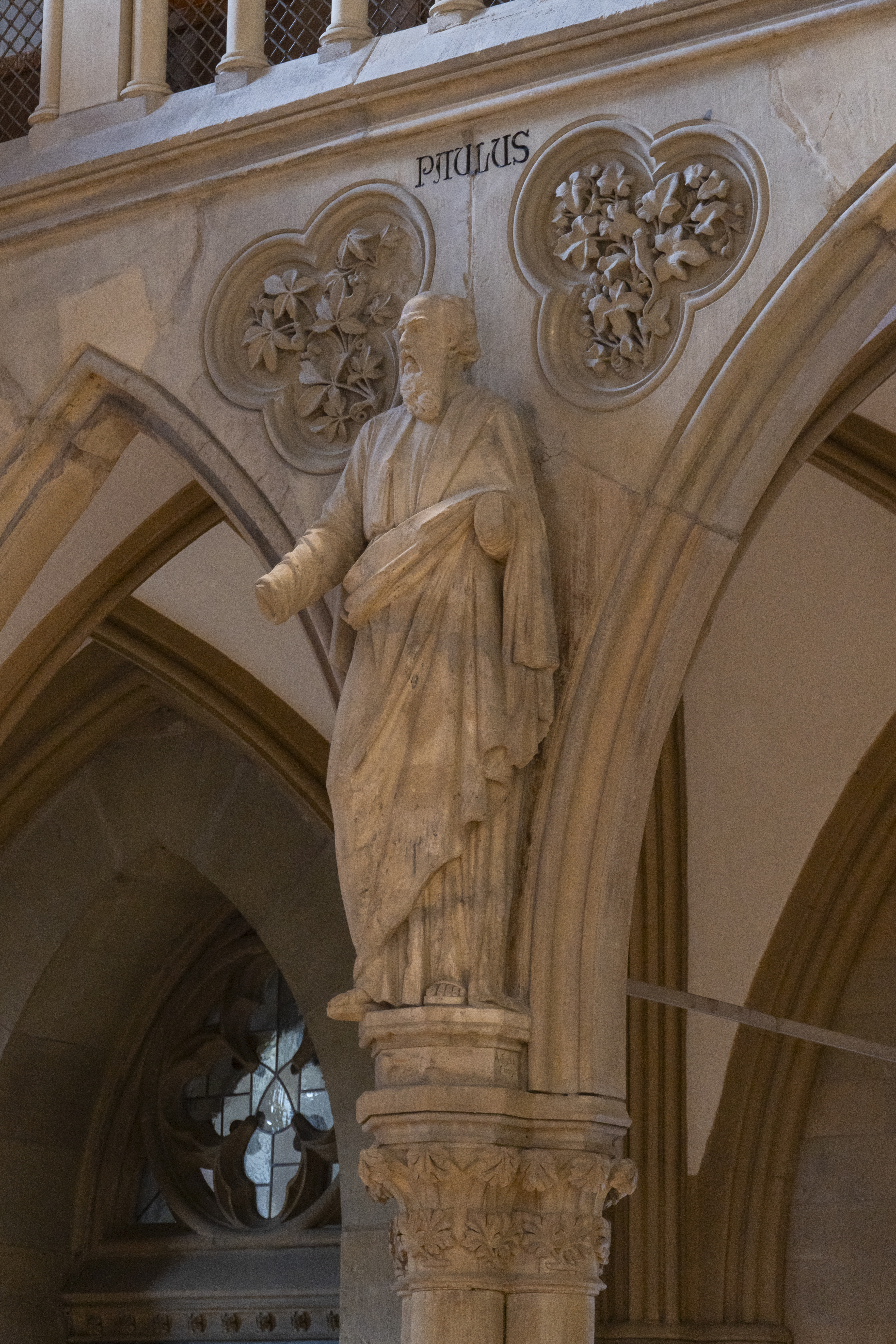
Paulus
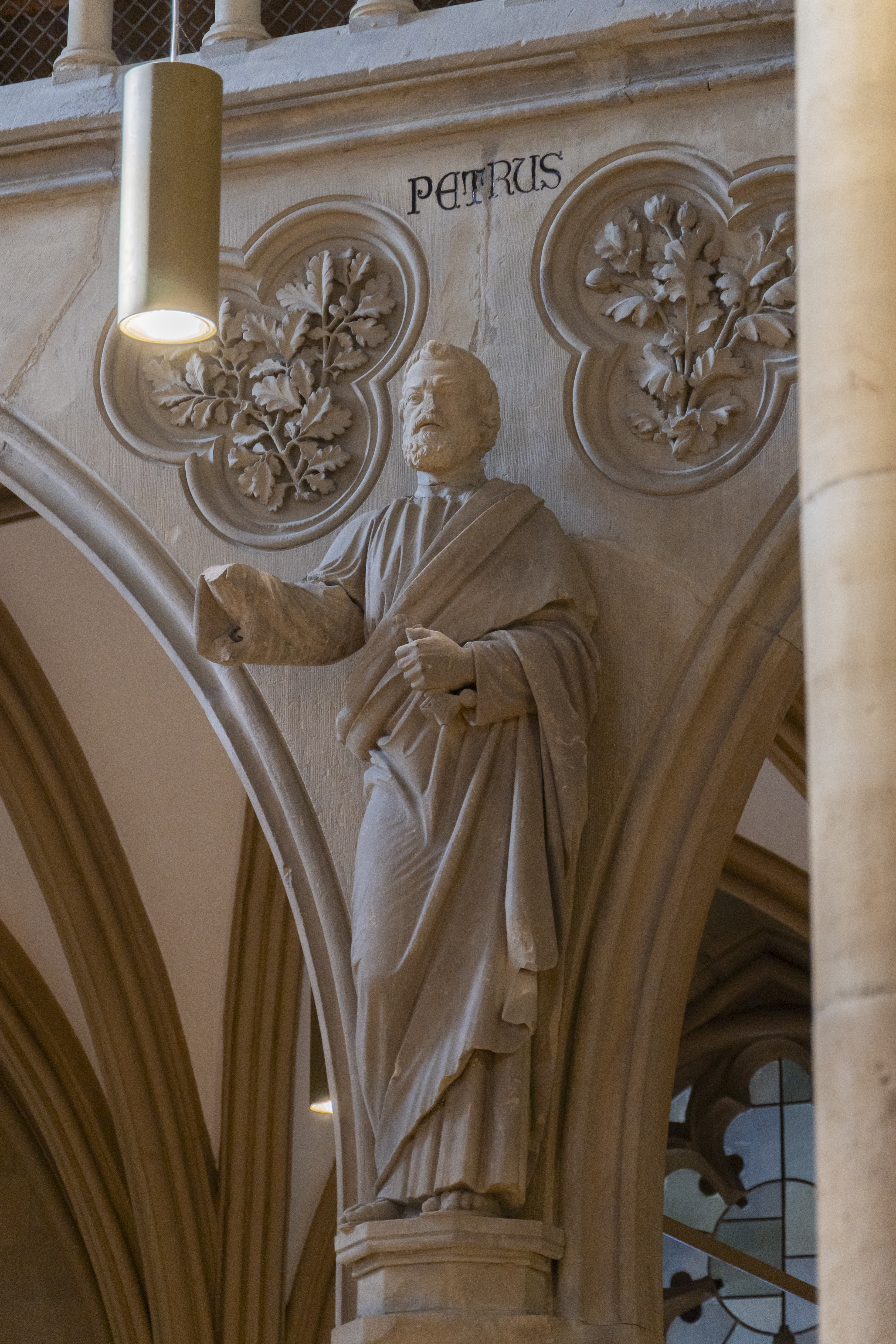
Petrus
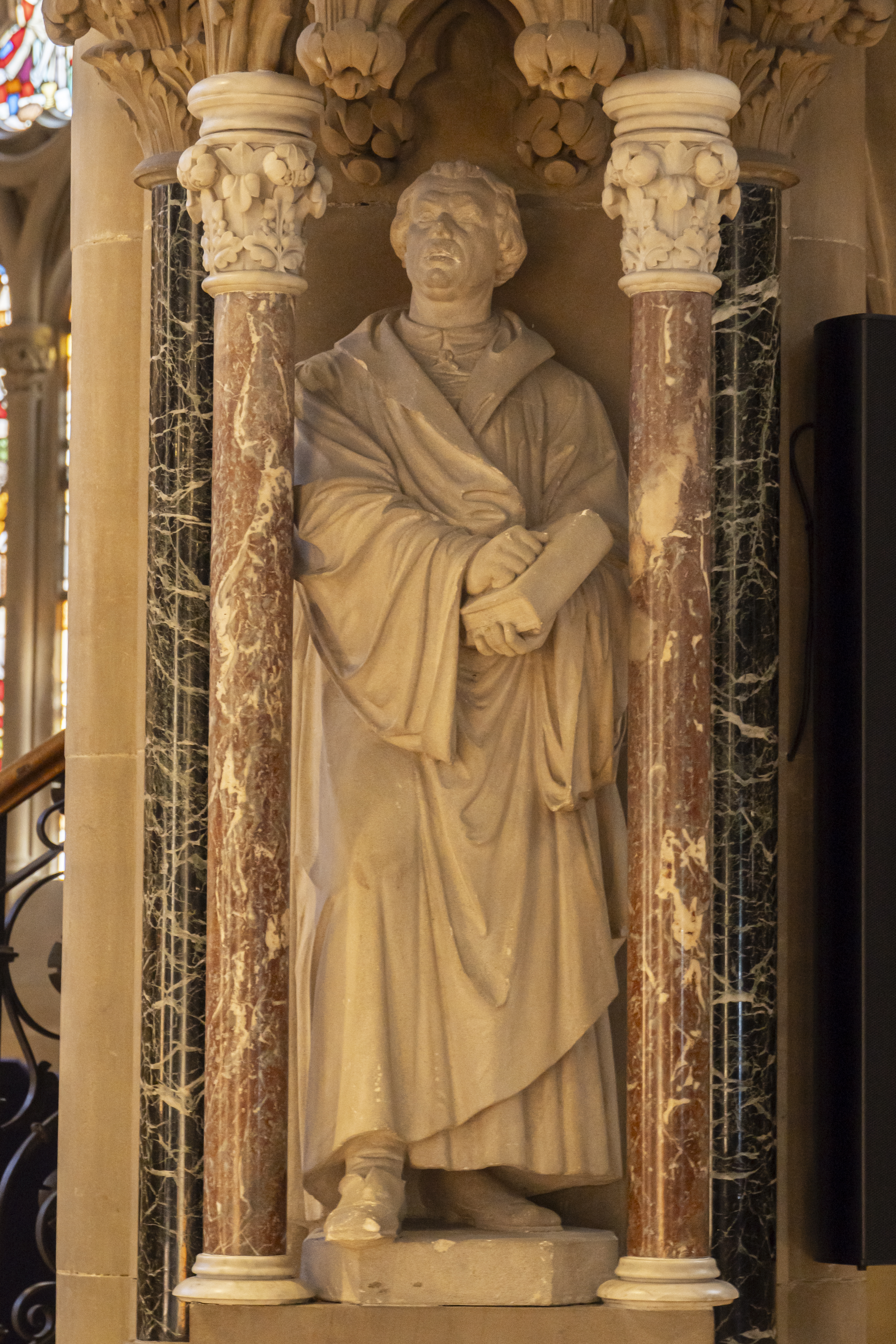
Kanzel-Statue

## Galerie

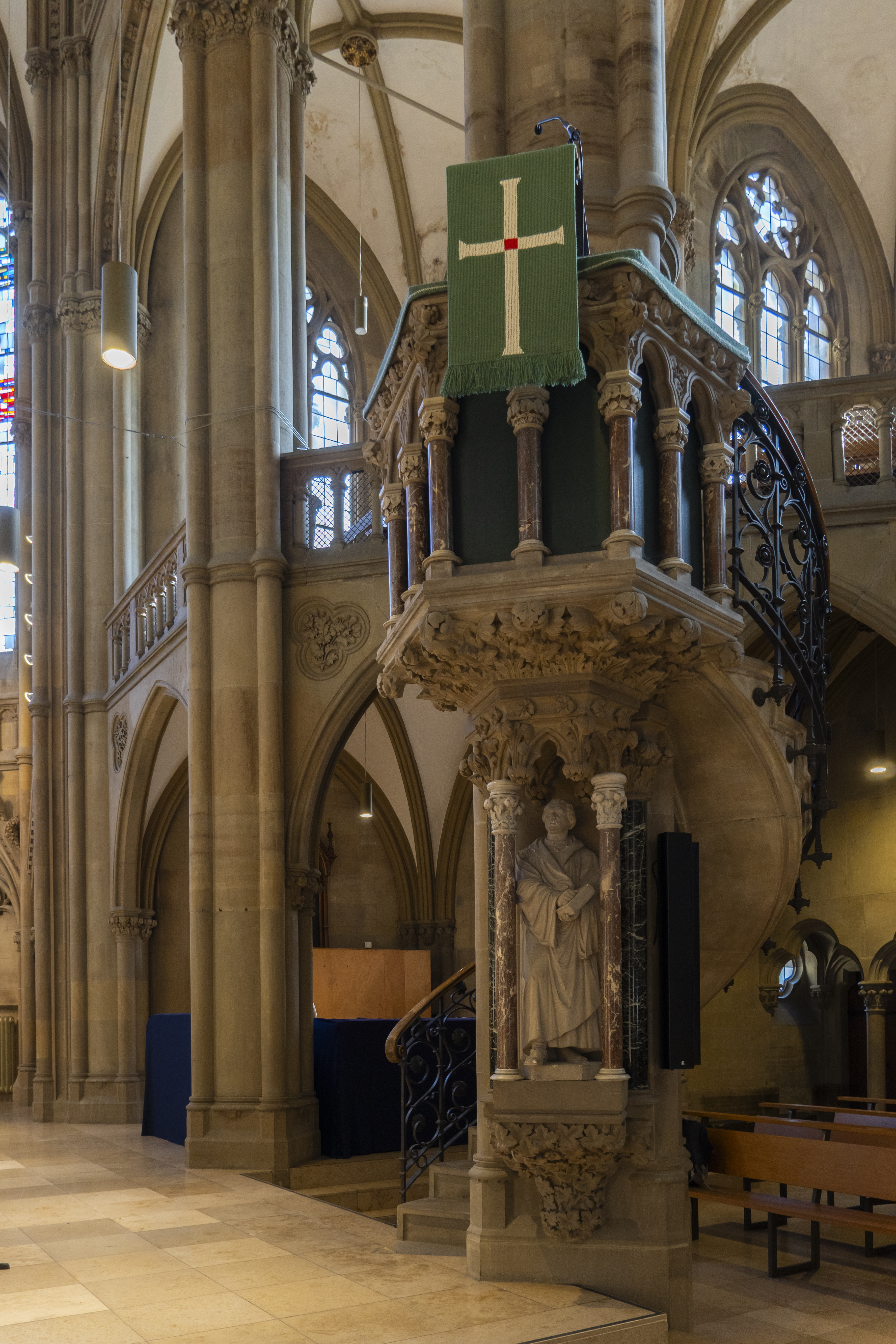
Kanzel
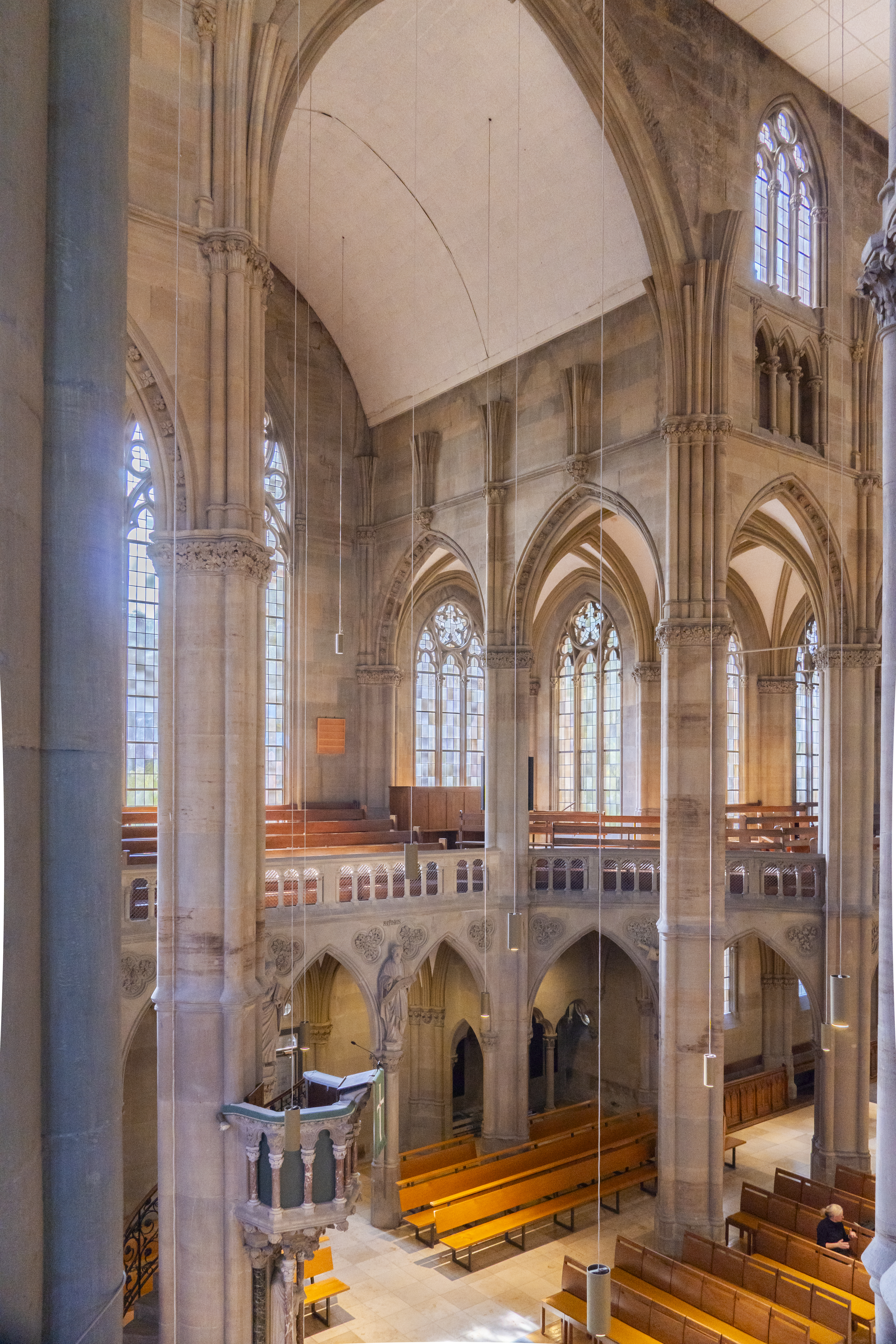
Innenansicht von der Empore
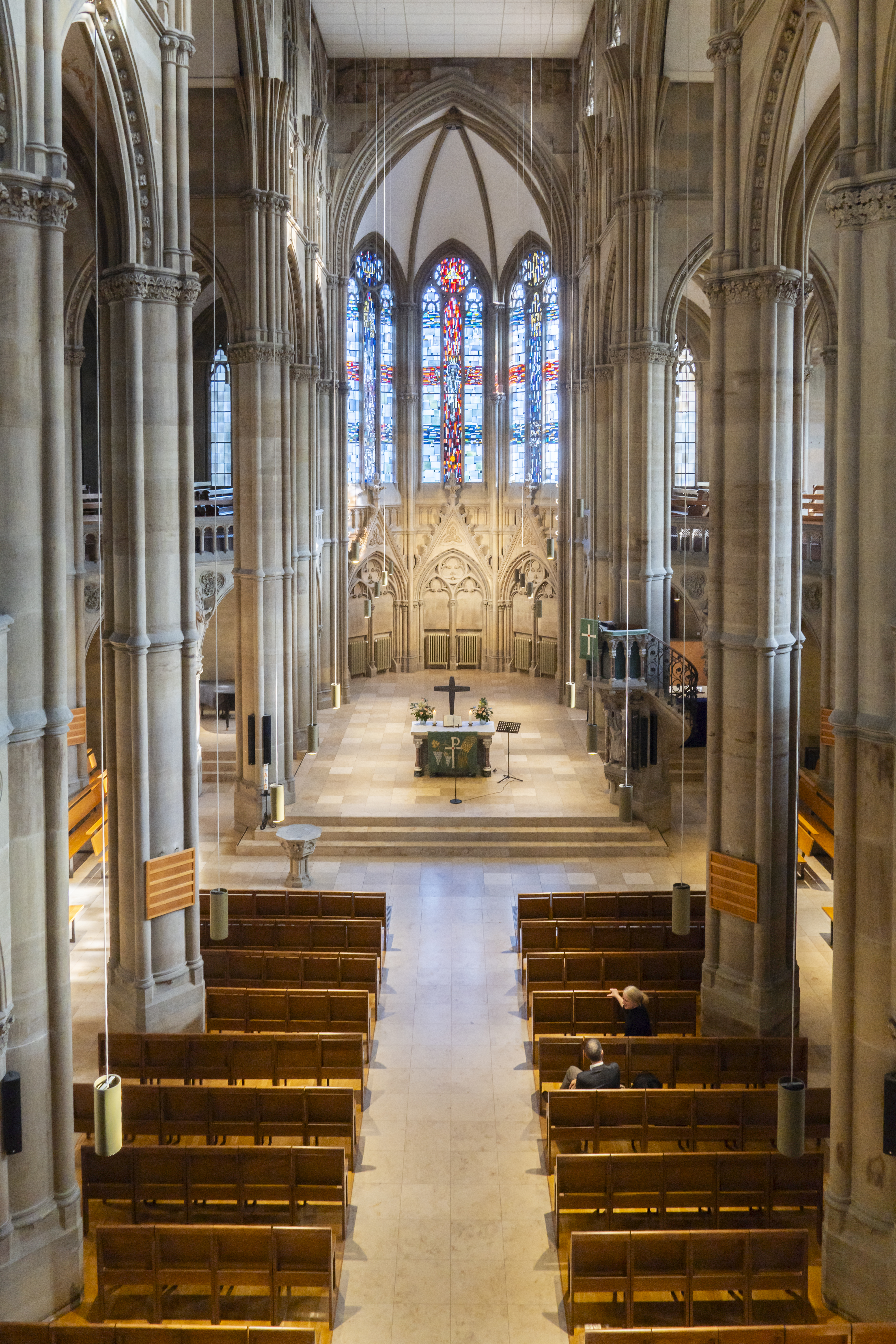
Innenansicht von der Emporenmitte
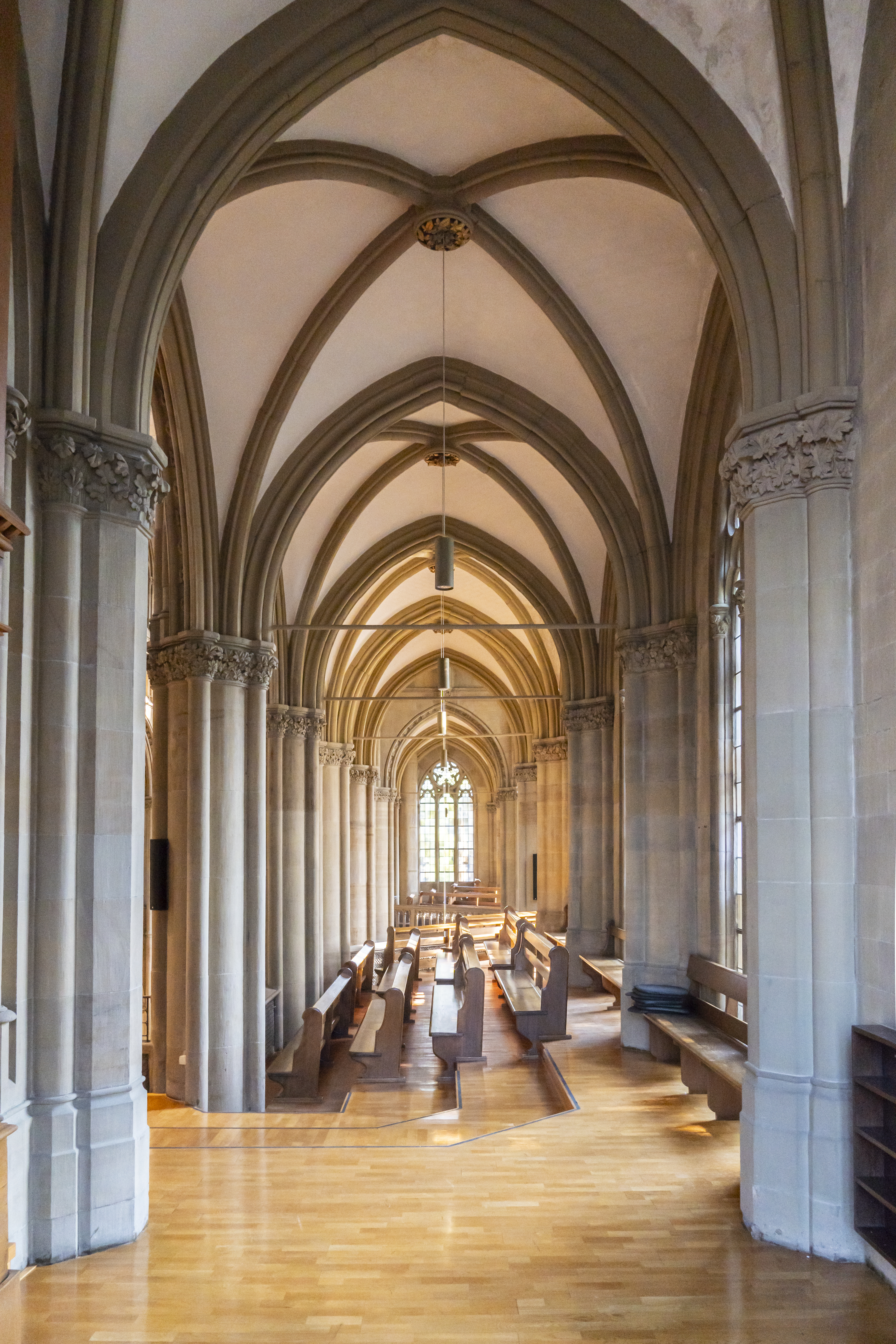
Empore
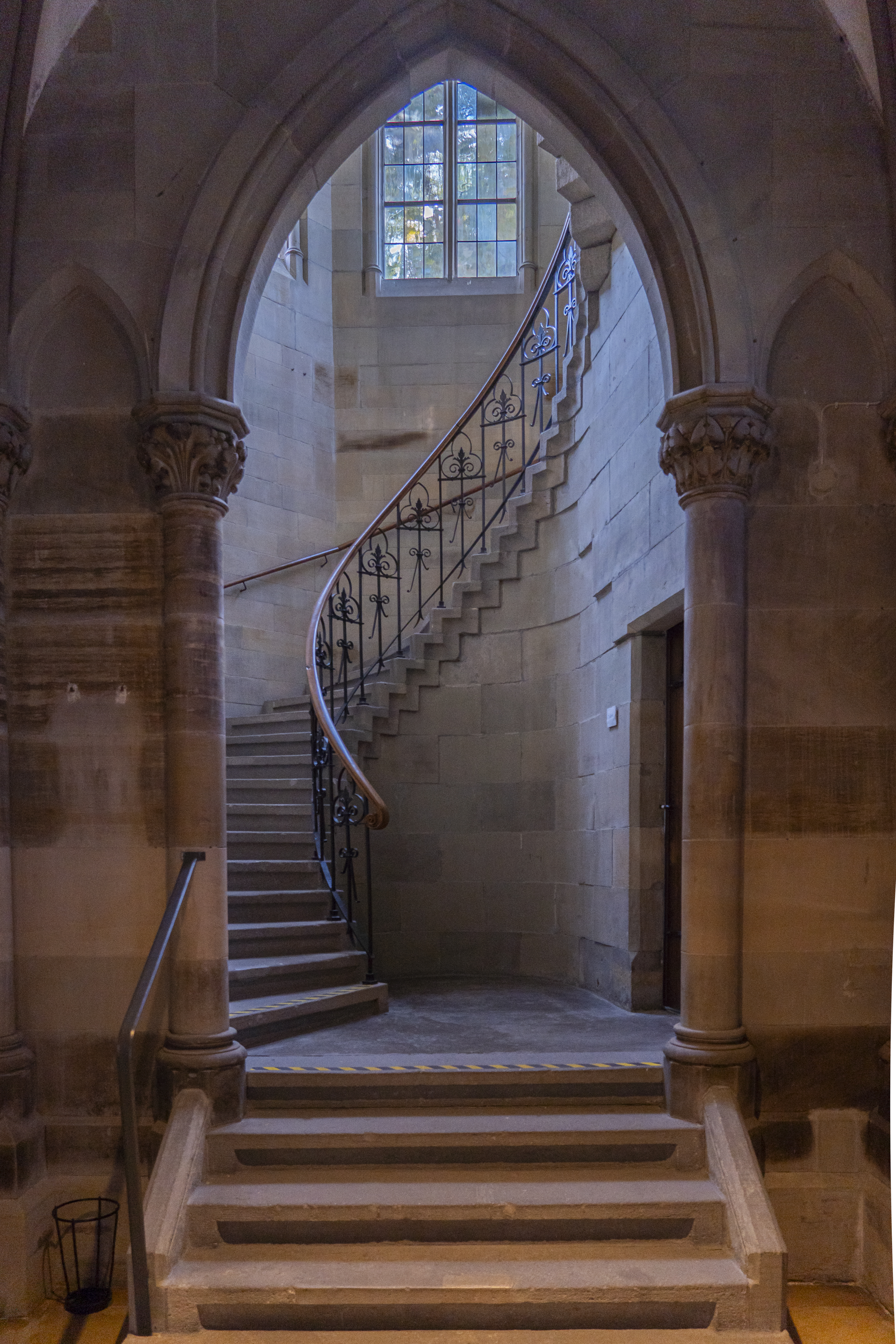
Wendeltreppe zur Empore
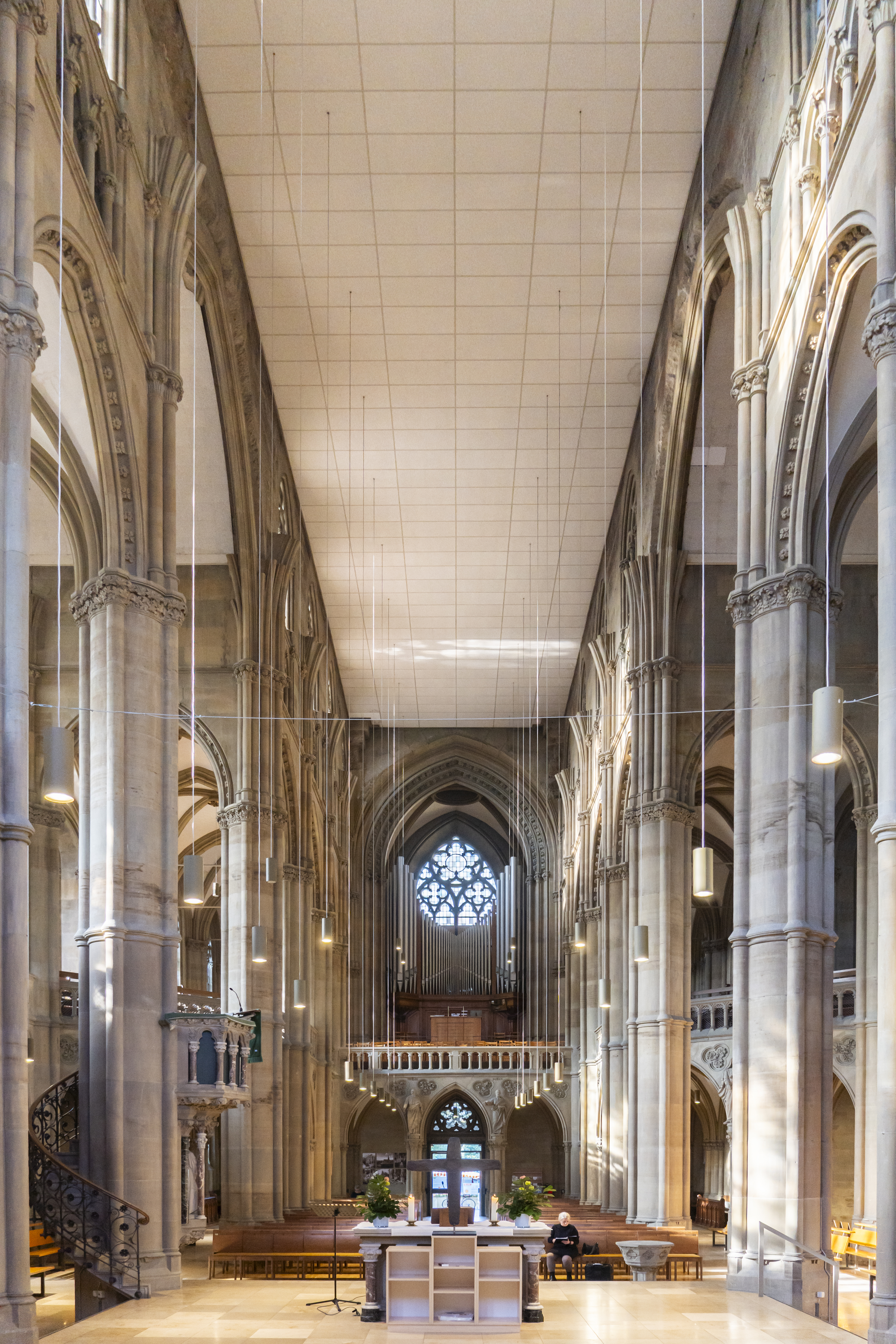
Innenansicht
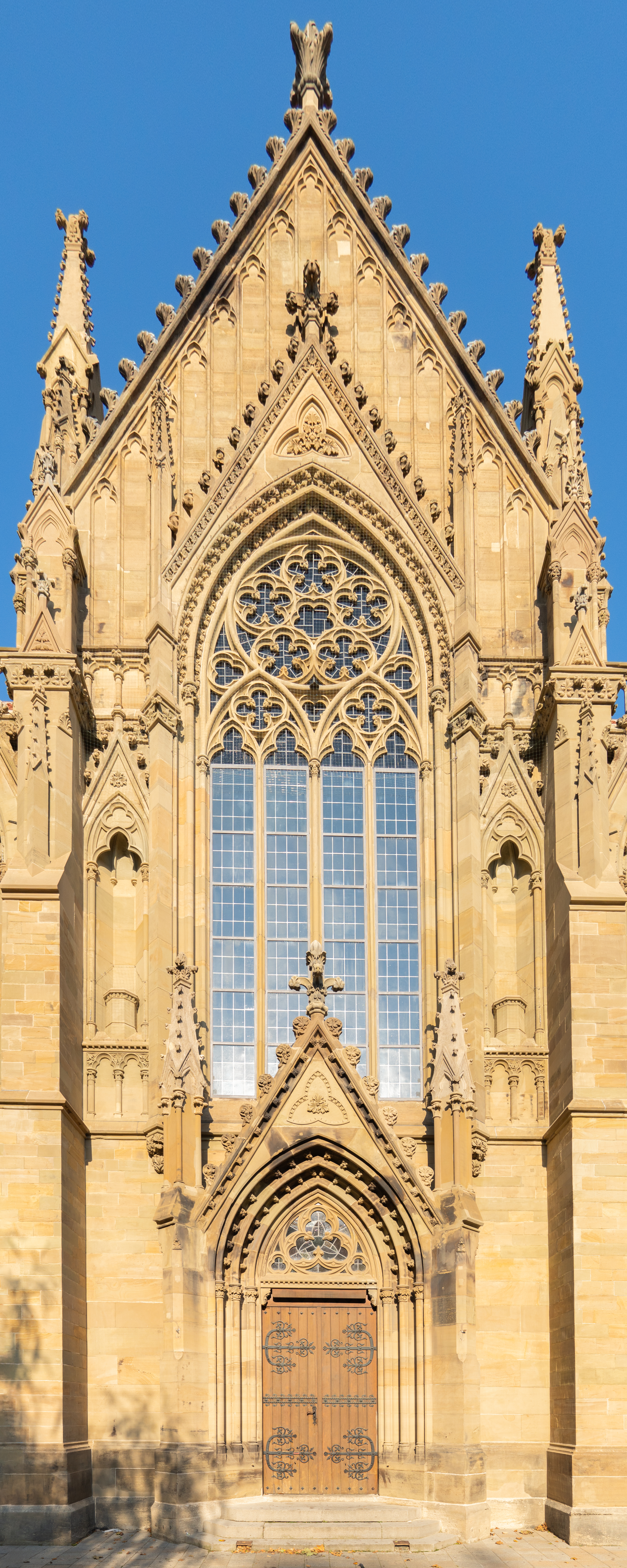
Außenportal